# Mathurin de Montalais
Mathurin de Montalais (mort à Rennes le 12 janvier 1603) est un abbé commendataire du XVIe siècle qui reçoit, entre autres, le bénéfice ecclésiastique de l'abbaye Saint-Melaine

## Biographie
Mathurin de Montalais originaire d'Anjou est aumônier du roi et abbé de la modeste abbaye Saint-Laurent du Gué-de-Launay dans le Maine, lorsqu'il reçoit en commende l'abbaye Saint-Melaine en juin 1575. Il est ordonné diacre en 1580 et devient chantre de la cathédrale de Nantes en 1583 et devient prieur de Saint-Christophe-sur-le-Nais en Touraine. Il participe en 1583 au Concile de Tours et préside pendant la Sainte Ligue les États de Bretagne réunis à Rennes. Il favorise l'établissement du collège de Jésuites de Rennes et meurt le 12 janvier 1603 âgé de 78 ans. Il est inhumé dans la Chapelle Saint-Benoit de son église abbatiale.

## Armoiries
La famille de Montalais portait
d'or à trois chevrons renversés d'azur à la fasce de gueules brochante.

### Article lié
- Famille de Montalais
- Château de la Cour